# Adam Pavlásek
Adam Pavlásek (* 8. Oktober 1994 in Bílovec) ist ein tschechischer Tennisspieler.

## Karriere
Adam Pavlásek spielt hauptsächlich auf der ATP Challenger Tour und der ITF Future Tour. Er feierte bislang sechs Einzel- und einen Doppelsieg auf der Future Tour. Auf der Challenger Tour gewann er bislang vier Einzel- sowie fünf Doppeltitel.
2015 spielte er erstmals für die tschechische Davis-Cup-Mannschaft.

## Erfolge
| Legende (Anzahl der Siege)  |
| Grand Slam                  |
| ATP World Tour Finals       |
| ATP World Tour Masters 1000 |
| ATP World Tour 500          |
| ATP World Tour 250          |
| ATP Challenger Tour (12)    |

### Einzel

#### Turniersiege
| Nr. | Datum              | Turnier      | Belag | Finalgegner             | Ergebnis        |
| --- | ------------------ | ------------ | ----- | ----------------------- | --------------- |
| 1.  | 20. Juni 2015      | Poprad-Tatry | Sand  | Hans Podlipnik-Castillo | 6:2, 3:6, 6:3   |
| 2.  | 11. Juni 2016      | Prag         | Sand  | Stéphane Robert         | 6:4, 3:6, 6:3   |
| 3.  | 18. September 2016 | Banja Luka   | Sand  | Miljan Zekić            | 3:6, 6:1, 6:4   |
| 4.  | 12. Mai 2018       | Rom          | Sand  | Laslo Đere              | 7:61, 6:79, 6:4 |

### Doppel

#### Turniersiege
| Nr. | Datum           | Turnier    | Belag         | Partner      | Finalgegner                             | Ergebnis         |
| --- | --------------- | ---------- | ------------- | ------------ | --------------------------------------- | ---------------- |
| 1.  | 20. Juli 2014   | Posen      | Sand          | Radu Albot   | Henri Kontinen Tomasz Bednarek          | 7:5, 2:6, [10:8] |
| 2.  | 20. Januar 2019 | Koblenz    | Hartplatz (i) | Zdeněk Kolář | Jürgen Melzer Filip Polášek             | 6:3, 6:4         |
| 3.  | 16. April 2022  | Madrid     | Sand          | Igor Zelenay | Rafael Matos David Vega Hernández       | 6:3, 3:6, [10:6] |
| 4.  | 14. Mai 2022    | Zagreb     | Sand          | Igor Zelenay | Domagoj Bilješko Andrei Tschepelew      | 4:6, 6:3, [10:2] |
| 5.  | 30. Juli 2022   | Zug        | Sand          | Zdeněk Kolář | Karol Drzewiecki Patrik Niklas-Salminen | 6:3, 7:5         |
| 6.  | 7. Januar 2023  | Nonthaburi | Hartplatz     | Marek Gengel | Robert Galloway Hans Hach Verdugo       | 7:64, 6:4        |
| 7.  | 9. Juni 2023    | Prostějov  | Sand          | Ariel Behar  | Marco Bortolotti Sergio Martos Gornés   | 7:5, 6:4         |
| 8.  | 17. Juni 2023   | Bratislava | Sand          | Ariel Behar  | Neil Oberleitner Tim Sandkaulen         | 6:4, 6:4         |

#### Finalteilnahmen
| Nr. | Datum            | Turnier   | Belag         | Partner         | Finalgegner                         | Ergebnis          |
| --- | ---------------- | --------- | ------------- | --------------- | ----------------------------------- | ----------------- |
| 1.  | 22. Oktober 2023 | Antwerpen | Hartplatz (i) | Ariel Behar     | Petros Tsitsipas Stefanos Tsitsipas | 7:65, 4:6, [8:10] |
| 2.  | 4. Mai 2024      | Madrid    | Sand          | Ariel Behar     | Sebastian Korda Jordan Thompson     | 3:6, 6:77         |
| 3.  | 2. November 2024 | Paris     | Hartplatz (i) | Lloyd Glasspool | Wesley Koolhof Nikola Mektić        | 6:3, 3:6, [5:10]  |
| 4.  | 20. Juli 2025    | Båstad    | Sand          | Jan Zieliński   | Guido Andreozzi Sander Arends       | 7:64, 5:7, [6:10] |